# الأقاليم الجديدة

خريطة تظهر منطقة الأقاليم الجديدة في هونغ كونغ.

الأقاليم الجديدة هي واحدة من المناطق الرئيسية الثلاث من هونغ كونغ، إلى جانب جزيرة هونغ كونغ وشبه جزيرة كولون. من الناحية التاريخية هي المنطقة الموصوفة في الاتفاقية لتوسيع منطقة هونغ كونغ. ووفقا لتلك فإن الأراضي تشمل مناطق من البر الرئيسي الواقعة إلى الشمال من الشارع الحدودي من شبه جزيرة كولون وإلى الجنوب من نهر شام تشون الذي هو على الحدود بين هونغ كونغ والبر الرئيسى للصين، فضلا عن أكثر من 200 من الجزر النائية بما فيها جزيرة لانتاو، جزيرة لاما، تشيونغ تشاو، وبنغ تشاو في إقليم هونغ كونغ.
في وقت لاحق، وبعد أن حددت كولون الجديدة في المنطقة الواقعة بين الشارع الحدودي ونطاقات كولون الممتدة إلى لاي شي كوك إلى لي يو مون، ومناطق توسيع نطاق المناطق الحضرية في كولون، توسعت كولون الجديدة تدريجيا حتى شملت منطقة كولون كاملة. في العصر الحديث تعتبر كولون الجديدة تقريبا جزءا من كولون بدلا من اعتبارها جزءا من الأقاليم الجديدة.
وبالتالي، فإن الأقاليم الجديدة تتألف حاليا فقط من الجزء الشمالي لكولون في البر الرئيسي وجنوب نهر شام تشون، بالإضافة إلى الجزر النائية. تبلغ مساحة الأقاليم الجديدة حوالي 952 كيلومتر مربع.
أجرت الأقاليم الجديدة من قبل أسرة تشينغ الصينية إلى المملكة المتحدة في عام 1898 لمدة 99 عاما وفق اتفاقية بكين الثانية (اتفاقية توسيع إقليم هونغ كونغ). عند انتهاء عقد الإيجار، انتقلت سيادة الأقاليم الجديدة إلى جمهورية الصين الشعبية في عام 1997 بالإضافة إلى الأراضي التي تنازلت عنها تشينغ التي هي جزيرة هونغ كونغ وشبه جزيرة كولون.
في عام 2006 بلغ عدد سكان الأقاليم الجديدة حوالي 3.573.635 نسمة وكانت الكثافة السكانية هي 3.748 نسمة لكل كلم ² [بحاجة لمصدر].

## التاريخ

### تأجير الاراضى الجديدة

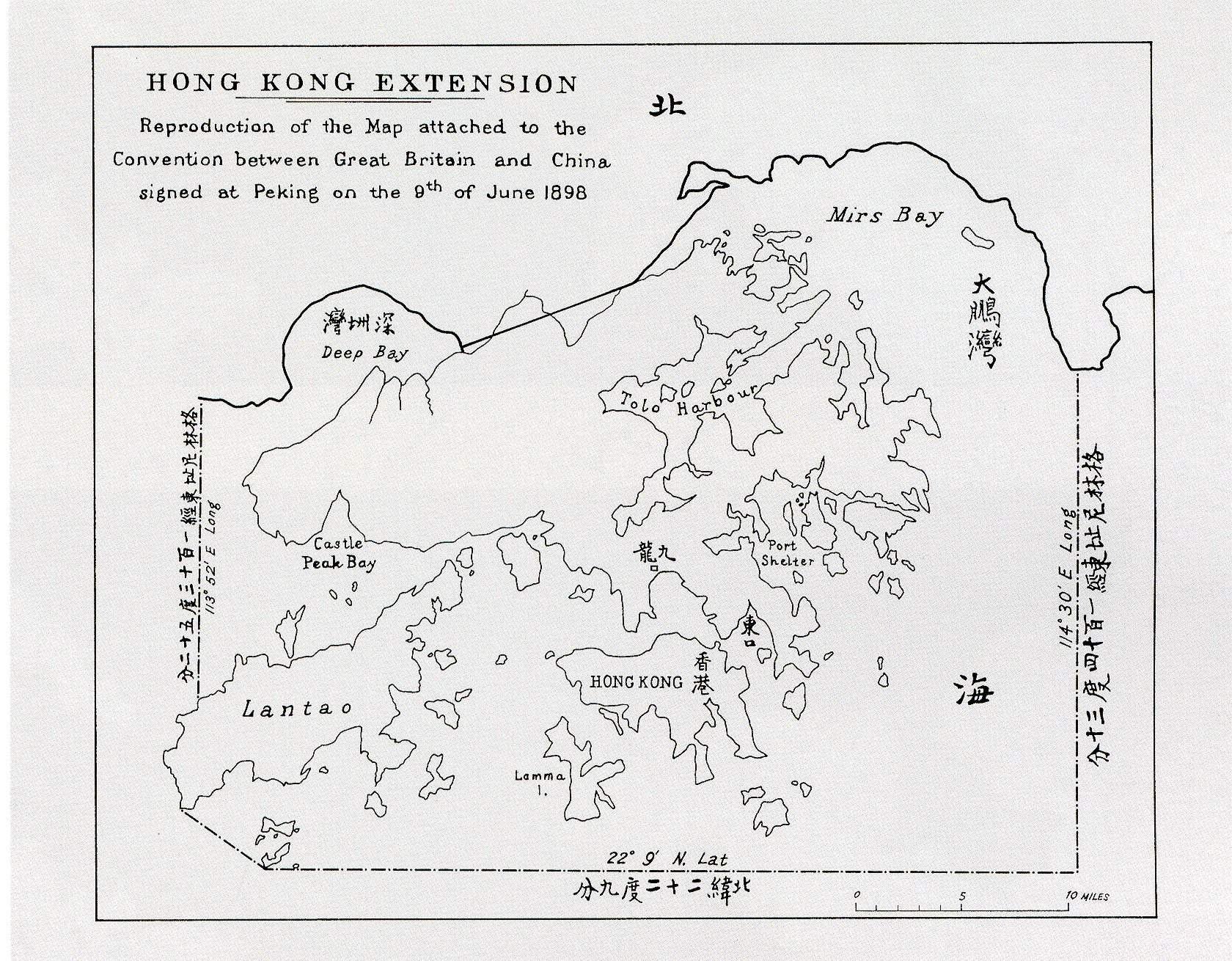
خريطة الأقاليم الجديدة المستأجرة وكولون الجديدة في عام 1898.

تم التنازل عن جزيرة هونغ كونغ لبريطانيا في عام 1841 كما تم التنازل عن كولون إلى الجنوب من الشارع الحدودي وجزيرة ستونكتر في 1860. جذبت مستعمرة هونغ كونغ عدد كبير من الصينيين والغربيين الباحثين عن فرصة الثراء في المدينة. وبهذا طرأ زيادة سريعة في عدد سكانها، وأصبحت المدينة مكتظة في فترة قصيرة. اندلع الطاعون في عام 1894 وأصبح مصدر قلق لحكومة هونغ كونغ. كان هناك حاجة لتوسيع المستعمرة لاستيعاب تزايد السكان. وأظهرت هزيمة أسرة تشينغ في الحرب الصينية اليابانية الأولى على أنها غير قادرة على الدفاع عن نفسها. وكانت مدينة فيكتوريا وميناء فيكتوريا عرضة لكل القوى المعادية التي تشن هجمات انطلاقا من تلال كولون.
في يناير 1898 عقدت ألمانيا عقد إيجار جياوزهوان بعد مقتل اثنين من المبشرين الألمان من قبل لصوص في محافظة شاندونغ. كما طالبت روسيا التي كانت تسعى لتوسيع نفوذها في شمال شرق الصين بورت آرثر (Lüshunkou) في مارس 1898. بعد شهر واحد، كانت فرنسا وافقت على استئجار كوانغتشووان في مقاطعة كونغدنغ القريبة من المستعمرات في جنوب شرق آسيا.
تنبهت بريطانيا إلى التسلط الأوروبي على الصين وخافت على أمن هونغ كونغ. وبهذا بدأت التفاوض مع بكين للمطالبة بتوسيع رقعة كولون للتصدي لنفوذ فرنسا في جنوب الصين في يونيو 1898. في يوليو، نجحت بريطانيا في تأمين ويهايوي قي شاندونغ في الشمال كقاعدة للعمليات ضد الألمان في كينجداو (تسينجتاو) والروس في بورت آرثر.
سميت المناطق في توسعة كولون باسم الأقاليم الجديدة. حيث قدرت الأراضي الجديدة المضافة بمساحة 365 ميل مربع وذلك يعادل حوالي 12 مرة من مساحة مستعمرة هونغ كونغ في ذلك الوقت.

### تولي السيادة البريطانية
على الرغم من أنه تم توقيع الاتفاقية في 9 يونيو 1898 وأصبحت نافذة في 1 يوليو، فإن البريطانيين لم يأخذوا زمام الأمور في الأقاليم الجديدة على الفور. خلال هذه الفترة، لم يكن هناك حاكم في هونغ كونغ وقام ويلسون بلاك بدور مدير المنطقة. أرسل ستيوارد وكهارت أمين مستعمرة هونغ كونغ من إنجلترا لمسح الأراضي الجديدة قبل نقلها رسميا. وخلصت الدراسة إلى أن الجبهة الجديدة على نهر شام تشون (نهر شينتشين) التي اقترحها ويلسون بلاك كانت بعيدة عن المثالية. لم تكن هناك سلسلة جبال لاعتبارها حدودا طبيعية. اقترح لوكهارد نقل الحدود إلى خط التلال شمال شنتشن. لم يلق هذا الاقتراح رد إيجابي، واقترح المسؤولين الصينيين نقل الحدود إلى أبعد من ذلك بكثير إلى التلال الواقعة إلى الجنوب من نهر شام شون. واستقر الأمر في مارس 1899 على أن تظل الحدود عند نهر شام شون.
وصل حاكم هونغ كونغ الجديد هنري بليك وصل في نوفمبر 1898. وتم تثبيت تاريخ استلام الأقاليم الجديدة في 17 أبريل 1899 واختيرت تاي بو كمركز إداري للأقاليم الجديدة.

### تطوير مدن جديدة
كانت الكثير من الأقاليم الجديدة ولا تزال إلى حد محدود عبارة عن مناطق ريفية. هناك محاولات لتحديث المنطقة لم تصبح التزاما كاملا حتى أواخر السبعينات من القرن العشرين حيث تم بناء الكثير من المدن الجديدة لاستيعاب النمو السكاني من المناطق الحضرية من كولون وجزيرة هونغ كونغ. وعلى الرغم من التطور السريع للمدن الجديدة والذي أدى إلى زيادة عدد سكانها إلى ما يزيد على 3 ملايين نسمة فإن حكومة هونغ كونغ تحالو قصر المناطق السكنية على عدد قليل من المجالات، وتحاول تحويل أجزاء كبيرة من المنطقة إلى حدائق.

### نقل السيادة إلى جمهورية الصين الشعبية
عند اقتراب انتهاء مدة الإيجار في ثمانينات القرن العشرين، أدت المحادثات بين المملكة المتحدة وجمهورية الصين الشعبية إلى توقيع اتفاقية صينية بريطانية مشتركة عام 1984 تنص على أن جميع أراض هونغ كونغ ستعاد إلى الصين وليس الأقاليم الجديدة فقط. ويرجع ذلك إلى أن مطار هونغ كونغ الجديد، موانئ النقل البحري، والمستودعات وغيرها من المنشآت الحيوية تقع كلها في منطقة الأقاليم الجديدة. وإذا تمت إعادة الأقاليم الجديدة فقط إلى الصين، فإنه كان سيكون من الصعب نقل سكان تلك الأقاليم الجديدة إلى شبه جزيرة كولون وجزيرة هونغ كونغ.

## أحياء
تتألف الأقاليم الجديدة من اثنين من الدوائر الجغرافية في المجلس التشريعي، مع تسع مقاطعات لكل منها مجلس منطقة خاص بها:
- الأقاليم الجديدة الشرقية (7 مقاعد)
  - الشمال
  - ساي كونغ
  - شا تين
  - تاي بو
- الأقاليم الجديدة الغربية (8 مقاعد)
  - الجزر
  - كواي تسينغ
  - تسوين وان
  - توين مون
  - يوين لونج

## السكان
وفقا لتعداد عام 2001، بلغ عدد سكان الأقاليم الجديدة 3343046 نسمة، وهو ما يمثل 49.8 ٪ من إجمالي عدد السكان في هونغ كونغ.

## كولون جديدة
تغطي كولون الجديدة كامل المنطقة من وونغ تاي سين وكوون تونغ، فضلا عن جزء من البر الرئيسي في مقاطعة شام شوي بو (أي باستثناء جزيرة ستونكوتيرز)، والجزء الشمالي من مدينة كولون (قطعة إلى الشمال من الشارع الحدودي / شارع الأمير إدوارد الغربي، وكذلك الأراضي المستصلحة بما في ذلك مطار كاي تاك).